# Polná – historické jádro

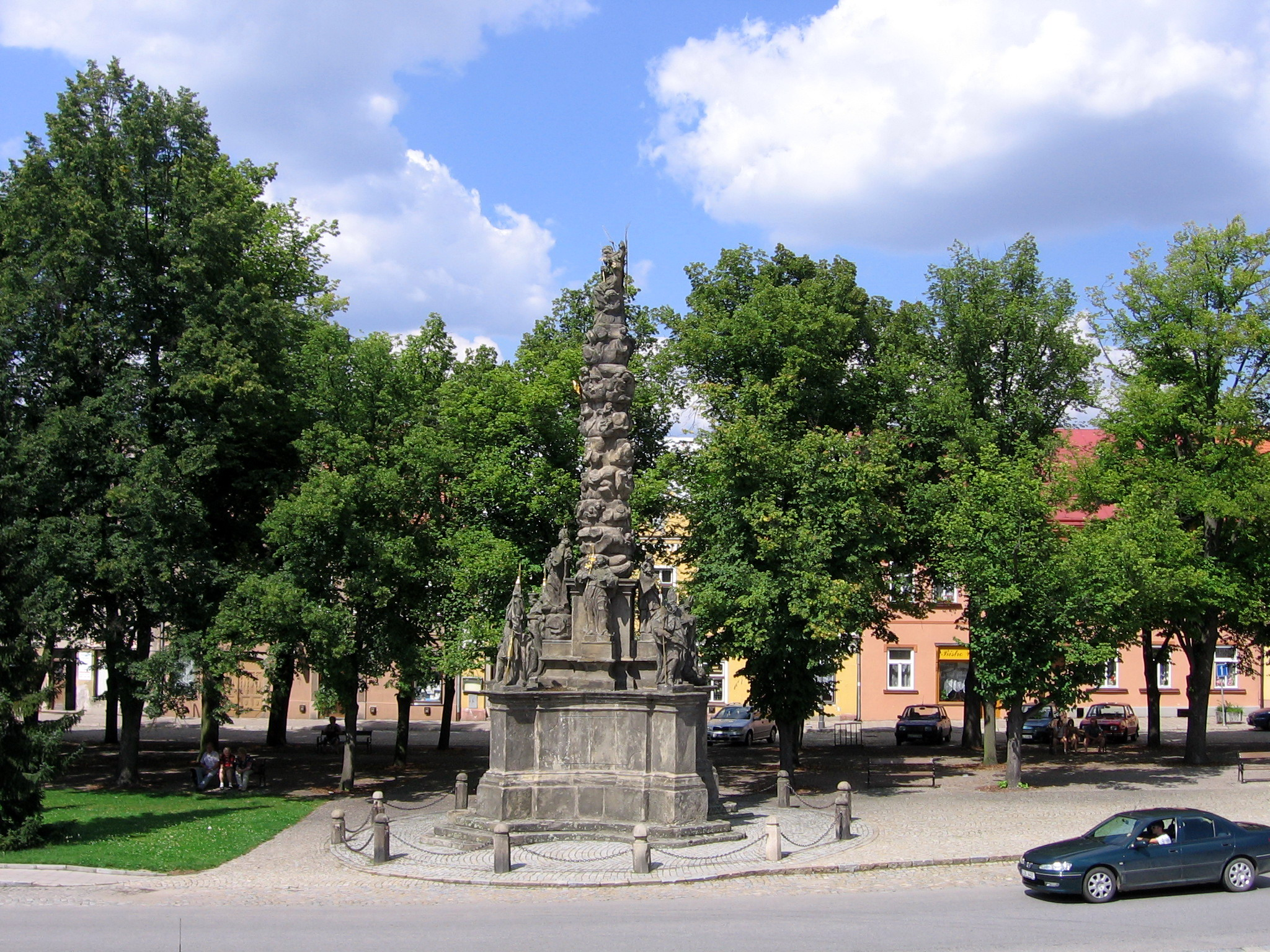
Sloup Nejsvětější trojice na Husově náměstí

Polná – historické jádro je základní sídelní jednotka města Polná v okrese Jihlava. Má výměru 20 ha.

## Obyvatelstvo
V roce 1991 zde žilo 807 obyvatel, roku 2001 715 a o deset let později 717.

## Poloha
Severní hranici tvoří ulice Boženy Němcové a Karla Čapka, východní ulice Varhánkova a Indusova a jižní Ochozský potok až k ulici Tyršova.